# Loanda (kommun)
Loanda är en kommun i Brasilien.   Den ligger i delstaten Paraná, i den södra delen av landet, 1 000 km sydväst om huvudstaden Brasília. Antalet invånare är 21 211.
Trakten runt Loanda består i huvudsak av gräsmarker. Runt Loanda är det glesbefolkat, med 16 invånare per kvadratkilometer.